# جاسم الملا
جاسم الملا (انگلیسی: Jassem Al-Mulla؛ زادهٔ ۶ فوریهٔ ۱۹۹۶) یک بازیکن فوتبال اهل قطر است.